# 東京海上日動あんしん生命保険
東京海上日動あんしん生命保険株式会社（とうきょうかいじょうにちどうあんしんせいめいほけん、Tokio Marine & Nichido Life Insurance Co., Ltd.）は、東京都千代田区丸の内一丁目にある保険会社。東京海上ホールディングスグループの一員である。
設立7年目時点で契約件数100万件、9年4ヶ月目（2006年1月末）に200万件、2010年4月には300万件を達成している。
東京海上日動火災保険の代理店が主な販売チャネルである。

## 沿革
- 1996年8月6日 - 東京海上（当時）の100％子会社東京海上あんしん生命保険株式会社として設立。
- 2003年10月1日 - 日動生命保険株式会社と合併して現社名に商号変更。
- 2004年5月 - 本社を東京都中央区銀座（旧日動本社ビル）に移転。
- 2013年7月 - 本社を丸の内に移転。
- 2014年10月 - 東京海上日動フィナンシャル生命保険株式会社を吸収合併。
- 2022年6月 - 本社を大手町（常盤橋タワー）に移転[1]。

## 主力商品
- メディカルKit（医療保険）
- あるく保険
- がん診断保険R
- 長割り終身（5年ごと利差配当付き低解約返戻金型終身保険。保険料払込期間内の解約返戻金が70%と少ない）
- 家計保障定期保険（責任世代向け。世帯主の万一後に遺族の子供が自立するまでの必要な生活費として逓減定期の保険金を給料形式で保障）
- がん治療支援保険（診断給付金が複数回）

## 不祥事
2005年10月後半、各生命保険会社から相次いで保険金および給付金の不当不払いが発表され、同年10月31日には同社における不払い事案の調査結果が発表された。件数にして5件、金額にして72万4千円の不当な不払いがあったとの結果であった。
2007年に入ると、生命保険業界で不当不払い問題が新たに発覚し始めたため、同年2月1日に金融庁が日本の全生命保険会社（38社）に対して、2001年～2005年の5年間における不払いの実態調査を命令。同社は同年4月13日に調査結果を発表した。これによると、合計で1,026件、金額にして1億3,590万円が新たに不当不払いに該当していたことが判明した。なお、この調査結果は調査期日に間に合わせた中途結果であるので、この数値は確定的なものではない（今後、不払い件数や金額が増加する可能性がある）。
同社の元社員の40歳代男性が、顧客に対し虚偽の説明をすることによって保険契約者を知人に変更した上で、勝手に解約するなどして、約4,000万円を騙し取ったとして、2024年1月に大阪府警察に詐欺などの容疑で逮捕された。
同社から三菱UFJ銀行に出向していた社員が、2020年4月から2024年3月にかけて、同銀行の顧客約3万8,000人分の個人情報を不正取得していたことが、2025年2月に判明した。同社のグループ企業に情報を提供し、グループ企業の火災保険の契約状況を把握するために用いていた模様である。

## 広報関係

### CMキャラクター

#### 現在
- 多部未華子
- 所ジョージ
- 西島秀俊[7]

#### 過去
- 三谷幸喜（イメージキャラクター「あんしんセエメエ」の声を担当）

### 提供番組

#### 現在
- 報道ステーション（2022年10月 - ・月曜日）

#### 過去
現在のところなし